# HD 165493
HD 165493 — подвійна зоря. 
Ця подвійна система має видиму зоряну величину в смузі V приблизно 6,2.
Вона розташована на відстані близько 815,4 світлових років від Сонця.

## Подвійна зоря
Головна зоря цієї системи належить до хімічно пекулярних зір й має спектральний клас B8.
В той же час спектральний клас іншої компоненти залишається  ще не визначеним.

## Пекулярний хімічний склад
Зоряна атмосфера HD165493 має підвищений вміст 
Mn
.